# Anne Mørkve
Anne Mørkve (* 11. September 1986) ist eine norwegische Biathletin.
Anne Mørkve von Eldar IL bestritt 2004 in Geilo ihre ersten Rennen im Biathlon-Europacup der Junioren. Höhepunkt ihrer ersten Saison wurden die Junioren-Weltmeisterschaften 2005 in Kontiolahti. Im Einzel verpasste sie als Viertplatzierte knapp gegen Marie Dorin eine Medaille und wurde 23. im Sprint und 17. der Verfolgung. Zwei Jahre später kamen in Martell die Resultate elf im Einzel, 45 im Sprint und 36 in der Verfolgung hinzu. Seit dem Beginn der Saison 2007/08 startete Mørkve regelmäßig bei den Frauen im Europacup und dem späteren IBU-Cup. Bei ihrem ersten Sprint in Geilo wurde die Norwegerin 39., im folgenden Sprint gewann sie nicht nur erste Punkte, sondern erreichte als Achtplatzierte auch erstmals eine Top-Ten-Platzierung. In Osrblie wurde sie 2008 zudem als Verstärkung für die Deutschen Tina Bachmann, Romy Beer und Carolin Hennecke Zweite in einer deutsch-norwegischen Mischstaffel.
National gewann Mørkve 2007 in Folldal an der Seite von Jori Mørkve und Liv-Kjersti Eikeland als Vertretung der Region Hordaland die Silbermedaille im Staffelrennen der Norwegischen Meisterschaften. 2010 gewann sie mit Birgitte Røksund und Jori Mørkve mit der Staffel ihren ersten Meistertitel.